# Kurt Elsasser
Kurt Elsasser (né le 14 juillet 1967 à Wagna) est un chanteur autrichien.

## Biographie
Elsasser commence sa carrière à l'âge de 12 ans avec la chanson de Noël Leise rieselt der Schnee, adaptation de La Montanara. Son passage à l'émission Musikantenstadl fait de lui un enfant star. Après sa matura, il étudie le chant, la comédie et la danse au Mozarteum. À 10 ans, il avait appris le piano puis à 13, la danse au Theater an der Wien. Durant son adolescence, il joue dans la série Der Leihopa (de).
En 1992, il vient au schlager avec le titre Allein die Liebe zählt im Leben et participe au Grand Prix der Volksmusik (de) pour la première fois.
Kurt Elsasser a produit plus de 300 titres classés en Allemagne, en Autriche et en Suisse et vendu 1.6 million de disques depuis le début de sa carrière (en 2008).
En janvier 2007, il présente le titre Blinder Passagier qu'il interprète en duo avec Nadja abd el Farrag, qui devient un grand succès. Il revient avec elle au Grand Prix der Volksmusik la même année.
En novembre 2011, son épouse Barbara, avec qui il était marié depuis 28 ans, meurt d'un cancer du poumon. Elsasser se retire, pensant mettre fin à sa carrière de chanteur. Il revient en 2013 avec le titre Wieder im Leben et fait une apparition dans une émission télévisée. Par la suite, il sort un album avec le même titre.

## Discographie
Singles
- 1979: Edelweiss (non publié)
- 1980: La Montanara (Polydor)
- 1981: Ich wollt ich wär der Huckleberry Finn (Koch)
- 1982: La Pastorella (Polydor)
- 1986: Der Sommer als Jenny sich verliebte (Ariola)
- 1986: Engel vom Lago Maggiore (Ariola)
- 1987: Hey du wirst ja Rot (Bunte)
- 1987: Ich will dich ganz für mich allein (Pilz)
- 1990: Ein Schloss am Wörthersee (Koch)
- 1991: I glaub i hab di wirklich gern (Koch)
- 1993: Stell Dir vor, i stellt' Dir nach (Koch)
- 1993: Allein die Liebe zählt im Leben (Koch)
- 1993: Romantisches Mädchen gesucht (Koch)
- 1996: Wer Tränen lacht, muss keine Tränen weinen (Koch)
- 1997: Die Glocken von San Marco (Koch)
- 1998: Lass mich dein Freund sein (Koch)
- 2001: Du zeigst mir den Himmel (LAMONT Musik)
- 2001: Mama (LAMONT Musik)
- 2004: Ich glaub du bist ein Freund (Weinberger)
- 2004: Wer weiss (Weinberger)
- 2004: Ich bin verliebt (Weinberger)
- 2005: Sag ja zum Leben (Weinberger)
- 2006: Geraldine (Watts Music)
- 2006: Manuela (Watts Music)
- 2007: Blinder Passagier (duo avec Nadja Abd El Farrag) (Watts Music)
- 2007: Heimat (duo avec Nadja Abd El Farrag) (Watts Music)
- 2007: Amore per sempre (duo avec Nadja Abd El Farrag) (Watts Music)
- 2007: Weisse Pferde (duo avec Nadja Abd El Farrag) (Watts Music)
- 2008: Weil ich dir Vertrau (duo avec Nadja Abd El Farrag) (Watts Music)
- 2009: China Girl (Watts Music)
- 2009: Wenn Du mich noch liebst (Watts Music)
- 2009: Neusiedler See und das Burgenland (Watts Music)
- 2009: Meine Tränen (Duett mit Leona Anderson) (Watts Music)
- 2009: Ich vermiss dich immer noch (Watts Music)
- 2010: Bauchspecksong (Watts Music)
- 2013: Wieder im Leben (Watts Music)
- 2013: Lisa Marie (Lamont Musik)
- 2014: Regenbogenbunt (Lamont Musik)

Albums
- 1980: La Montanara
- 1981: Ich heiße Kurti Elsasser
- 1982: Bunte Welt
- 1983: Ich wünsche mir
- 1985: Auch ich werd mal 17
- 1991: Du warst die längste Zeit allein
- 1992: Alles aus Liebe
- 1993: Komm sei lieb zu mir
- 199?: Ich danke Dir
- 1996: Lass Mich Dein Freund Sein
- 1997: Tausend Wege führ'n in's Paradies
- 2004: Hallo wie gehts
- 2007: Weisse Pferde (avec Nadja Abd El Farrag)
- 2013: Wieder im Leben